# Louise Edwards
Louise Edwards   (21 de novembre de 1978) és una astrònoma canadenca i professora ajudant de física a la Universitat Estatal Politècnica de Califòrnia (Cal Poly), i és la primera afrocanadenca a rebre un doctorat en astronomia.
El 2002, va ser retratada en un segell canadenc.

## Joventut, educació i recerca
Louise Edwards va créixer a Victòria, Colúmbia Britànica (Canadà). Va completar la llicenciatura en física i astronomia, amb una menció en matemàtiques, a la Universitat de Victoria. Va rebre un màster a la Universitat de St Mary (Halifax, Canadà)el 2003 i un doctorat a la Universitat Laval el 2007. Estudia la formació i evolució de les galàxies mitjançant espectroscòpia òptica i infraroja, dades fotomètriques de raigs X i observacions de longitud d'ona de ràdio, centrant-se en les galàxies més brillants del cúmul, galàxies en nuclis de cúmul, i filaments galàctics.

## Carrera professional
Després dels seus estudis de doctorat, Edwards va ser investigadora postdoctoral a Caltech/IPAC i a la Universitat de Trent, i després professora ajudant a la Universitat Mount Allison. Del 2012 al 2016, Edwards va ser professora i científica investigadora al departament d'astronomia de la Universitat Yale, abans de començar la seva posició de professora a Cal Poly el 2016. Durant el seu temps a Yale, va ser la presidenta del programa de beques de recerca de grau Dorrit Hoffleit per a recerca de grau en astronomia.

## En els mitjans de comunicació
- Programa de celebració de la CBC del Black History Month.[12]
- The Deep Sky: From Near to Far. Assajos a les edicions 2013-2020 del RASC Observer's Handbook.
- Astronomy at Yale[13] (Documental del Departament d'Astronomia de Yale).
- This black hole has an appetite for cold, cosmic rain.[14]
- Astronomy in Color (entrevista).
- Research note: An illuminating look at large galaxies and their closest companions.[15]
- Leitner Family Observatory and Planetarium at Yale.
- Blog Downtown LA.
- Boomerang-shaped galaxy sighted.[16]
- Astronomers Probe "Sandbar" Between Islands of Galaxies.[17]
- Escola Internacional de Joves Astrònoms.
- Butlletí I de la Societat Astronòmica Canadenca .